# Latimeria
Latimeria is het enige geslacht van coelacanten met nog levende soorten. Dit zijn de West-Indische Oceaan coalacant (Latimeria chalumnae) en de Indonesische coelacant (Latimeria menadoensis).
Coelacanten werden als uitgestorven beschouwd sinds het einde van het Krijt zo'n 65 miljoen jaar geleden, totdat een levend exemplaar werd gevonden voor de oostkust van Zuid-Afrika bij de Chalumnarivier in 1938. Een tweede soort, L. menadoensis, werd in 1999 ontdekt vanuit Sulawesi, Indonesië.
Latimeria variëren in lengte tussen 1,5 m en 2 m. Ze hebben kleine, eenvoudige en langwerpige hersenen, ongeveer 40 mm lang, maximaal 14 mm breed en 10 mm hoog.

## Biologische kenmerken

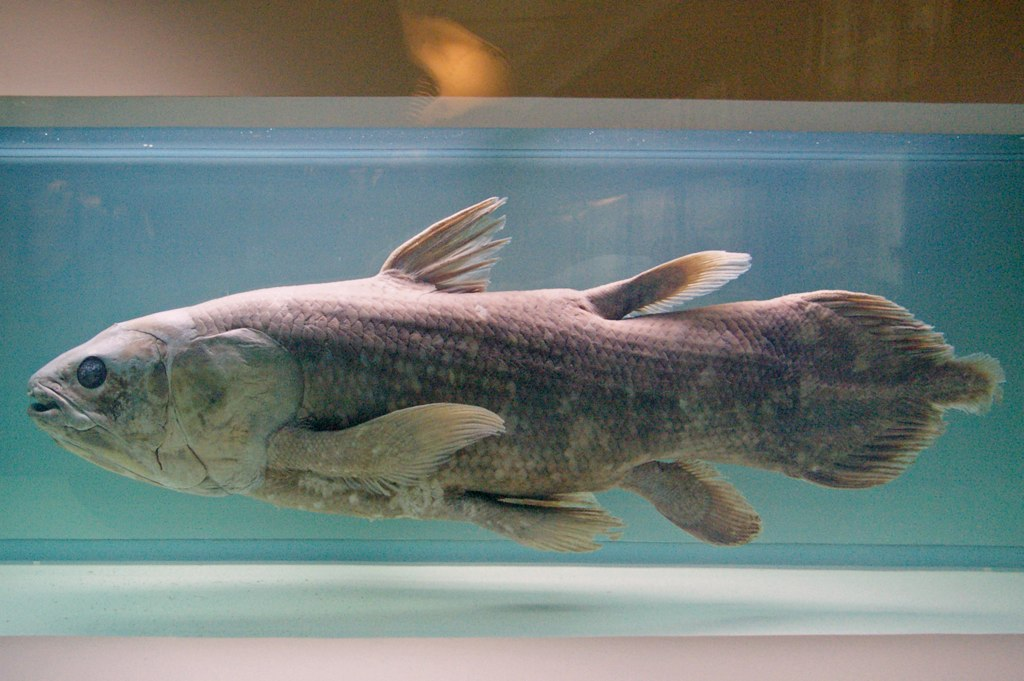
Latimeria Chalumnae

Latimeria behoort tot een oude lijn van benige-, kwastvinnige vissen. Ze hebben unieke kenmerken, zoals gelobde borstvinnen, kwastige staart en een scharnierend gewricht in de schedel. Deze vissen worden op aanzienlijke diepten aangetroffen, meestal rond de 500 tot 700 meter, in onderwatergrotten en diepe rotsen. In Tanzania worden ze vaak gevonden op lagere dieptes van 90 tot 200 meter.
Gebaseerd op groeiringen in de oorbotten (otolieten) van de dieren, concluderen wetenschappers dat individuele coelacanten wel 80 tot 100 jaar oud kunnen worden.
Levende exemplaren van Latimeria chalumnae hebben een diepblauwe kleur die ze waarschijnlijk camoufleert voor prooidieren. De Indonesische soort (L. menadoensis) is echter bruin.
De ogen zijn erg gevoelig en hebben een tapetum lucidum. Coelacanten worden bijna nooit overdag gevangen. De ogen hebben veel staven, receptoren in het netvlies die dieren helpen zien bij weinig licht. Samen zorgen de hengels en het tapetum ervoor dat de vissen beter zien in donker water.

### Voedingspatroon

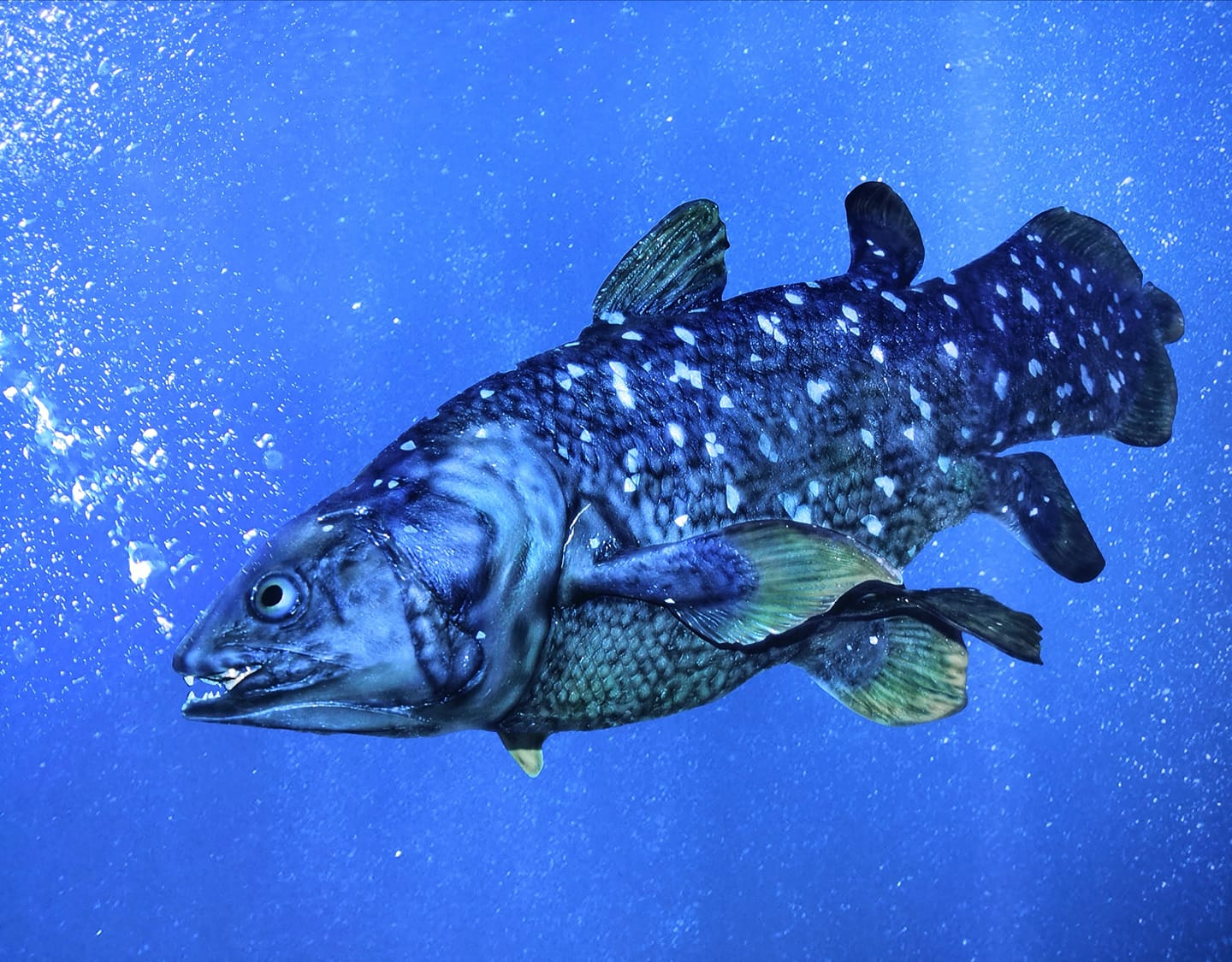
Comorese coelacant bij Expo 2020 Dubai, dat toont een blauwe verkleuring

Coelacanten zijn opportunistische voeders en maken jacht op inktvissen, langbekalen, kleine haaien en andere vissen die worden aangetroffen in hun diepe rif- en vulkanische habitats. Van coelacanten is ook bekend dat ze met hun kop naar beneden, achterwaarts of buik omhoog zwemmen om hun prooi te lokaliseren, vermoedelijk met behulp van hun rostrale klieren.

### Metabolisme
Wetenschappers vermoeden dat een van de redenen waarom deze vis zo succesvol is, is dat exemplaren hun metabolisme naar believen kunnen vertragen: zinken naar minder bewoonde diepten en hun voedingsbehoeften minimaliseren in een soort winterslaapmodus.
Coelacanten die in de buurt van Sodwana Bay National Park in Zuid-Afrika leven, rusten in grotten op een diepte van 90 tot 150 meter tijdens daglichturen, maar drijven uiteen en zwemmen tot een diepte zo laag als 50 meter wanneer ze 's nachts jagen. De diepte is niet zo belangrijk als hun behoefte aan zeer zwak licht, en nog belangrijker, aan water met een temperatuur van 14–22 °C. Ze zullen opstaan of zinken om deze voorwaarden te vinden.
De hoeveelheid zuurstof die hun bloed via de kieuwen uit het water kan opnemen, is afhankelijk van de watertemperatuur. Wetenschappelijk onderzoek suggereert dat coelacanten in koud, goed zuurstofrijk water moet blijven, anders kan zijn bloed niet genoeg zuurstof opnemen. De vis lijkt zeer goed aangepast aan zijn omgeving, wat wordt gezien als een van de redenen waarom het de langzaamst evoluerende genoom heeft van alle bekende gewervelden.

### Reproductie
Vrouwelijke coelacanten bevallen van jongen, pups genoemd, in groepen van 5 tot 25 jongen tegelijk. De pups kunnen direct na de geboorte zelfstandig overleven. Hun reproductieve gedrag is niet goed bekend. De draagtijd wordt tot 5 jaar geschat.

## Ontdekking

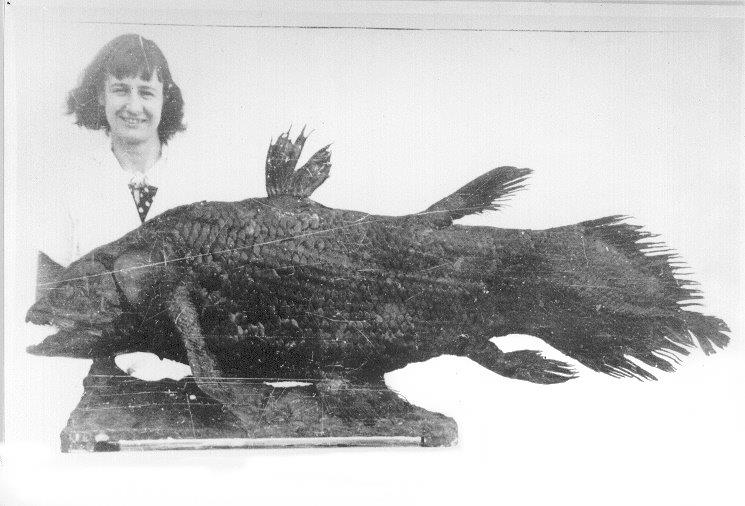
Marjorie Courtenay-Latimer ontdekte deze coelacant, voorheen alleen te zien in fossielen van miljoenen jaren oud.

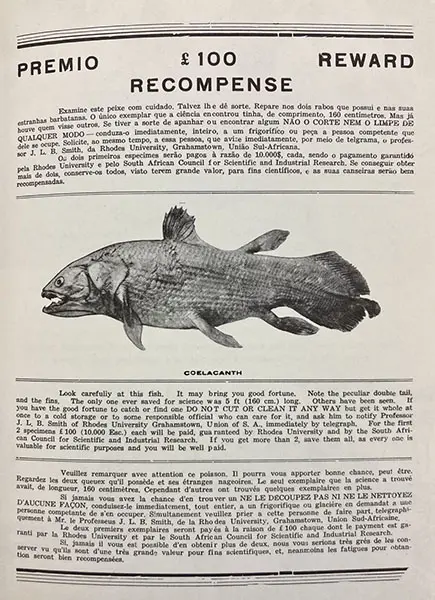
Flyer verspreid door J.L.B. Smith, met een beloning van 100 pond voor de coelacant

### Eerste vondst in Zuid-Afrika
Op 23 december 1938 keerde Hendrik Goosen terug van zijn vangst naar de haven van Oos-Londen.  Groot was zijn verbazing toen hij een ongewone vis in zijn netten vond. Het was een grote vis van 1,8 m en  was gloeiend blauw op het eerste gezicht. Net zoals hij vaak deed, belde hij zijn vriendin Marjorie Courtenay-Latimer, conservator van het kleine East London Museum, om te kijken of ze de inhoud van de vangst wilde bekijken voor iets interessants, en vertelde haar over de vreemde vis. Goosen spande zich tot het uiterste in om schade aan deze vis te voorkomen en beval zijn bemanning om de de vis opzij te houden.
Omdat Marjorie Courtenay-Latimer de vis niet kon idenfiticeren, probeerde ze contact op te nemen met haar vriend, hoogleraar James Leonard Brierley Smith, maar hij was weg voor de kerst. Niet in staat om de vis te bewaren, stuurde ze hem met tegenzin naar een taxidermist. Toen Smith terugkeerde, herkende hij onmiddellijk dat het om een coelacant ging. Tot die tijd waren deze enkel bekend als fossiel. Smith noemde de nieuwe coelacant Latimeria chalumnae ter ere van Marjorie Courtenay-Latimer en de vindplaats. De twee ontdekkers kregen onmiddellijk erkenning en de vis werd bekend als 'levend fossiel'. De coelacant van 1938 is nog steeds te zien in het East London Museum.  
Met de vondst van het levende fossiel verwierf Marjorie Courtenay-Latimeer de naam 'Madam Coelacanth'.  Smith begon meteen een jacht op een tweede exemplaar dat meer dan een decennium zou duren. Smith beloofde een enorme som van 100 pond sterling beloning voor de vinder. 

### Vondsten in de Comoren

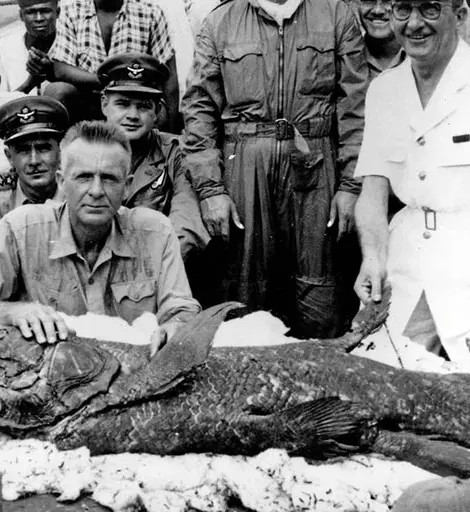
De tweede coelacant ooit gevangen met J.L.B. Smith prominent aanwezig, omringd door de bemanning en het militair personeel dat Smith met spoed naar de Comorese eilanden vloog. 29 dec. 1952

Pas veertien jaar na de vangst van de eerste vis werd een tweede exemplaar gevonden. Met deze vondst kon men ook het leefgebied van de coelacant bepalen, namelijk rond de Comoren, een eilandengroep ongeveer 2900 km ten noorden van de eerste vondst in Zuid-Afrika. De vis was echter geen onbekende voor de lokale bevolking. In de haven van Domoni, op het eiland Anjouan waren de Comoranen verbaasd om zo beloond te worden voor een 'gombessa' of 'mame', hun namen voor de bijna oneetbare vis dat vissers af en toe per ongeluk vingen.
Het tweede exemplaar werd in december 1952 gevonden door de Comorese visser Ahamadi Abdallah. Het werd beschreven als een andere soort, eerst als Malania hunti en later als Malania anjounae, naar de Zuid-Afrikaanse eerste minister D. F. Malan. Malan gaf de luchtmacht het bevel om Smith naar de Comoren te laten vliegen en de vis te claimen. Toen Smith met de vis terugkeerde naar Kaapstad, onmoette hij eerste minister Malan en vertelde het verhaal van de redding van de vis op nationale radio. Het door Smith opgehaalde exemplaar is te zien op Grahamstown, Zuid-Afrika waar hij werkte.
Een derde exemplaar werd gevangen in september 1953 en een vierde in januari 1954.
Het verslag van Smith van de coelacant verscheen in het boek Old Fourlegs, eerst gepubliceerd in 1956. Zijn boek Sea Fishes of the Indian Ocean, geïllustreerd en mede-opgesteld door zijn vrouw Margaret, blijft het ichtyologisch naslagwerk voor de regio.

### Tweede soort in Indonesië

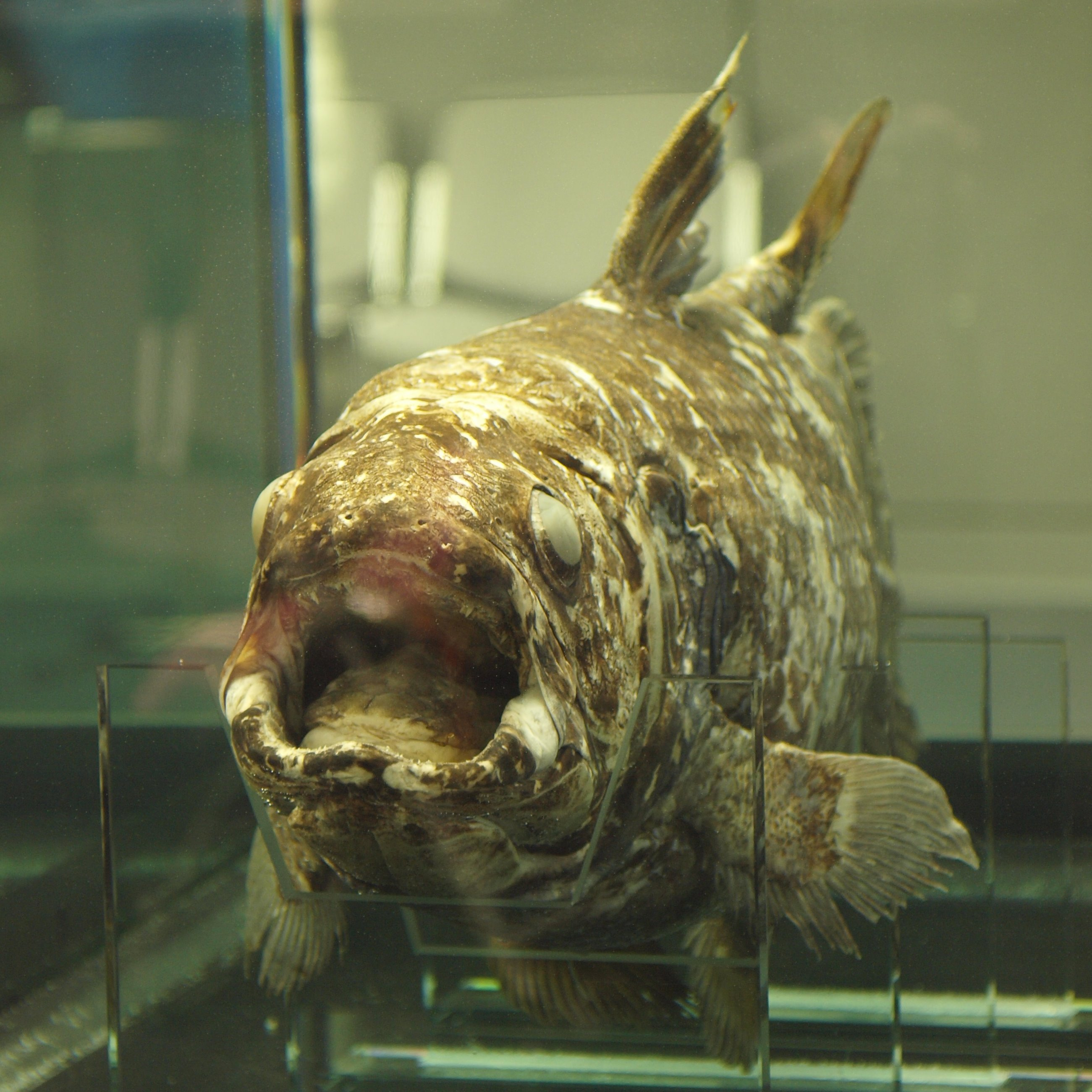
Indonesische coelacant

Op 18 september 1997 tijdens hun huwelijksreis in Indonesië zagen Arnaz en Mark Erdman een vreemde vis op de markt komen in Manado Tua op Sulawesi. Mark dacht dat het een gombessa was (Comoro coelacanth), ook al was deze bruin en niet blauw. Een expert zag hun foto's op internet en besefte het belang ervan. Vervolgens namen de Erdmanns contact op met lokale vissers en vroegen om eventuele toekomstige vangsten naar hen te brengen.
Een tweede Indonesisch exemplaar, 1,2 m lang en met een gewicht van 29 kg, werd levend gevangen op 30 juli 1998. Het leefde zes uur, wat wetenschappers toeliet  zijn kleuring, vinbewegingen en algemeen gedrag fotografisch te documenteren. Het exemplaar werd bewaard en geschonken aan het Bogor Zoological Museum, onderdeel van het Indonesian Institute of Sciences.
Uit DNA-testen bleek dat dit exemplaar genetisch verschilde van de Comorese populatie. Het grootste uiterlijk verschil was de bruin grijsachtige kleur in plaats van grijs. De locals noemden de vis de raja laut (koning van de zee). Deze vis werd beschreven in een uitgave van 1999 van Comptes Rendus de l'Académie des sciences Paris. Het kreeg de wetenschappelijke naam ''Latimeria menadoensis''. Een moleculaire studie schatte de divergentie tijd tussen de twee coelacantsoorten op 40-30 miljoen jaar geleden.

## Verdere ontmoetingen

### Comoren
In 1988 was marien bioloog Hans Fricke de eerste die de soort fotografeerde in diens natuurlijke habitat, 180 meter voor de westkust van Grande Comore.

### Indonesië
Op 19 mei 2007 ving Justinus Lahama, een Indonesische visser, een 1,3-meter lange, 50 kilogram zware coelacant voor de kust bij Manado, op het noorden van het eiland Sulawesi nabij Bunaken National Marine Park. Na dertig minuten buiten water te hebben doorgebracht, werd de vis, nog in leven, in een zwembad geplaatst voor een restaurant aan de rand van de zee. Het overleefde zeventien uur. Coelacanten leven meestal op een diepte van 200-1000 meter. De vis werd gefilmd door lokale autoriteiten die in de meters diepe poel zwommen.

### iSimangaliso Wetland Park in Zuid-Afrika
In Zuid-Afrika ging de zoektocht door de jaren heen steeds verder. De 46-jarige duiker Rehan Bouwer verloor zijn leven op zoek naar coelacanten in juni 1998.
In oktober 2000, in het Sodwana Bay National Park in het beschermde natuurgebied St. Lucia, zagen drie scubaduikers Pieter Venter, Peter Timm en Etienne le Roux onverwachts een coelacant op een diepte van 140 meter. De 1,8 m lange coelacant was eerst gefografeerd in Jesser Canyon en kreeg de bijnaam Jessie. Sindsdien werd Jessie vele malen gezien door scubaduikers in 9 aparte jaren tussen 2002 en 2016. Ze was laatst gezien door diepzeeduiker Eve Marshall op 16 maart 2016. Minstens 30 individuën werden aangetroffen in het iSimangaliso Wetland Park. In  2003 daalde de JAGO [en] in de diepte van Sondwana en observeerde een 14de gemarkeerde coelacant in het gebied bijgenaamd Noah.
In 2011 waren duikers Richard Pyle en Robert Whitton aan het filmen voor de National Geographic-serie Dino Fish.
In 2010 nam het Franse duikersteam onder leiding van Laurent Ballesta beelden op voor een aflevering van documentairereeks Ushuaïa Nature [fr] en in 2013 voor The Gombessa Project.
In 2017 lanceerde het Japanse team onder leiding van duiker Kazu Maeda een expeditie naar de coelacanten. Tijdens de duik verloor een van de duikers, Mitsu Takahara, het leven waardoor de missie onmiddellijk werd stopgezet. En tweede expeditie werd gelanceerd in 2018. 
In 2018 werd ook de TOPS-wetgeving van kracht, die de Zuid-Afrikaanse coelacant aanmerkte als de ‘meest bedreigde diersoort’. Dit maakte het betreden van hun habitat, het benaderen of lastigvallen ervan illegaal. Sindsdien zijn geen verdere expedities meer ondernomen.

### Tanzania
De coelacant werd eerst ontdekt in september 2003 nabij Kilwa Masoko in het zuiden van Tanzania door een toerist die de soort op een lokale markt wist te herkennen. In maart 2004 werd een tweede melding van coelacant gemaakt rond het eiland Songo Mnara. Sindsdien hebben door bewustmakingscampagnes vissers nog vangsten gemeld in de noordelijke regio Tanga.
Volgens een studie over de coelacant aan de kust van Tanzania (N. Nyandwi, 2006) is er sprake van een permanente populatie. In Tanzania werden coelacanten gevangen op een oppervlakte van minder dan 200 m diep. Dit zou te verklaren zijn door een aanwezigheid van lagere temperaturen van maximum 20 °C op een diepte van 200 m tijdens de moesson. 

## Verder lezen
- Clement, Alice M.; Strand, Robin; Nysjö, Johan; Long, John A.; Ahlberg, Per E. (2016). "A new method for reconstructing brain morphology: applying the brain-neurocranial spatial relationship in an extant lungfish to a fossil endocast". Royal Society Open Science. 3 (7): 160307. doi:10.1098/rsos.160307. ISSN 2054-5703. PMC 4968476. PMID 27493784. (op Wikicommons)